# Biblioteca comunitaria de Yishun
La Biblioteca comunitaria de Yishun (en inglés: Yishun Community Library)  es una biblioteca pública situada en Yishun en la región norte de Singapur, en un principio se inauguró en 1998. Antiguamente estuvo situada en el tercer nivel de la del edificio del consejo de Sembawang, que se cerró el 23 de octubre de 2008 y fue reabierto al público el 14 de noviembre de 2008, actualmente está en el cuarto nivel de la nueva extensión del centro comercial Northpoint y cerca de la estación Yishun del MRT. El nuevo local cuenta con una superficie de 2000 metros cuadrados y posee una colección de 150.000 libros, además de un Café que la instalación anterior no tenía.